# ان ژونگشین
ان ژونگشین (انگلیسی: An Zhongxin؛ زادهٔ ۲۹ ژوئن ۱۹۷۱) بازیکن سافت‌بال اهل چین بود.